# Rolls-Royce Nene

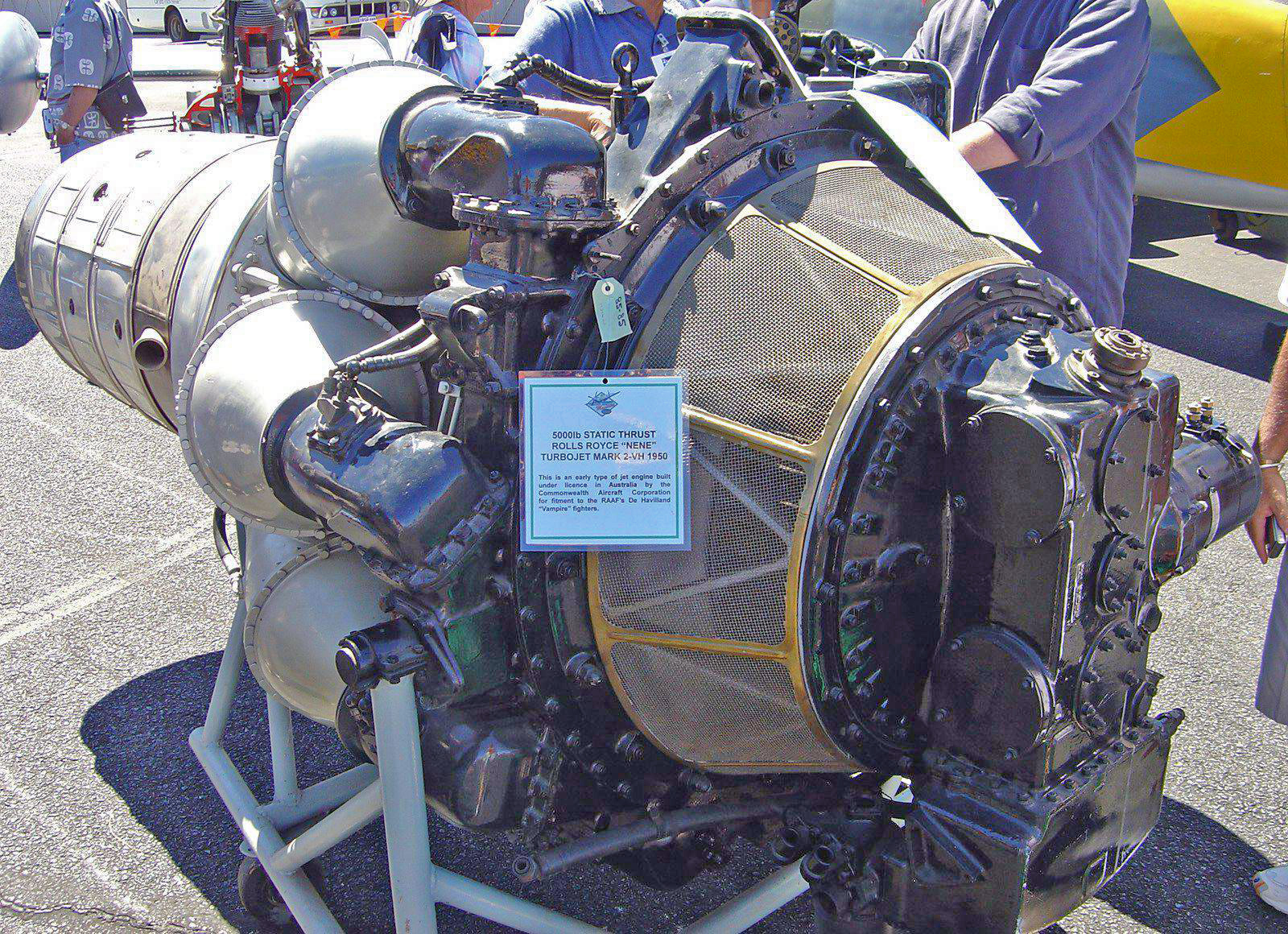
Rolls-Royce Nene

Rolls-Royce RB.41 Nene — британский турбореактивный двигатель с центробежным компрессором, разработанный в 1940-х годах. Представлял собой полностью переработанный вариант двигателя Rolls-Royce Derwent, с проектной тягой 22 кН, что сделало его самым мощным двигателем своего времени. Впервые запущенный в производство в 1944 году, стал третьим реактивным двигателем Rolls-Royce, запущенным в производство. Был назван в честь реки Нин, следуя традиции компании называть свои реактивные двигатели в честь рек.

## История применения
Двигатель Rolls-Royce RB.41 Nene получил относительно небольшое применение в британской авиации, уступив место двигателю Avon с осевым компрессором. В Великобритании Nene использовался только на самолётах Hawker Sea Hawk и Supermarine Attacker, а также на опытной модификации Vickers Viking 1B, получившей название Nene Viking и ставшей первым в мире пассажирским реактивным самолетом. При этом двигатель Nene сыграл большую роль в развитии реактивной авиации во многих странах. Лицензионные копии этого двигателя выпускались во Франции (Hispano-Suiza Nene на первом серийном французском реактивном истребителе Dassault Ouragan), в США (Pratt & Whitney J42 на Grumman F9F Panther), в Канаде (на учебно-тренировочном CT-133 Silver Star), в Австралии (на версии de Havilland Vampire для австралийских ВВС).
Наибольшее распространение двигатель получил в СССР, где был скопирован методом «обратной разработки» и получил обозначение РД-45, а его модифицировананя версия ВК-1 с увеличенной до 27 кН тягой стала первым советским крупносерийным реактивным двигателем. Созданными на основе  Rolls-Royce Nene двигателями РД-45, РД-45Ф и ВК-1 оснащались истребители МиГ-15, МиГ-15бис и МиГ-17, а также бомбардировщики Ил-28 и Ту-14.

## Лицензионный скандал
В 1958 году во время визита в Пекин представитель Роллс-Ройс Уитни Стрейт обнаружил, что двигатель ВК-1 был скопирован с Rolls-Royce RB.41 Nene. Поскольку двигатель был скопирован без лицензии, компания Роллс-Ройс попыталась взыскать 207 миллионов фунтов стерлингов лицензионных сборов, однако без успеха.